# 林魏堂
林 魏堂（はやし ぎどう、1967年8月12日 - ）は、東京都千代田区生まれの作曲家である。オー・エイ企画所属。
父は脚本家の林秀彦。祖父は写真家、著述家で「おはなはん」の原作者である林謙一。曾祖母は「おはなはん」のモデルとなった林はな。日本作編曲家協会会員。

## 主な作品
オーディオドラマ
- NHK-FM放送 FMシアター
  - 暗闇の訪問者（2017年）
  - ボブガール。チャリボーイ（2018年）

映画
- テレビまんが 昭和物語（劇場版）（2011年）
- LOVE & SEOUL（城定秀夫監督）（2012年）
- 人妻（城定秀夫監督）（2012年）
- いっツー THE MOVIE（城定秀夫監督）（2014年）
- いっツー THE MOVIE 2（城定秀夫監督）（2014年）
- 張り込みメシ（城定秀夫監督）（2015年）
- 性の劇薬（城定秀夫監督）（2020年）[1]
- 愛なのに（城定秀夫監督）（2022年）[2]
- 17歳は止まらない（北村美幸監督）（2023年）
- セフレの品格 初恋（城定秀夫監督）（2023年）[3]
- セフレの品格 決意（城定秀夫監督）（2023年8月4日公開予定）[3]

舞台
- ハウステンボス歌劇団
  - Magical Light ☆ ファンタジー（2014年）
  - お正月公演「飛翔」（2015年）
  - Rain!（2015年）
  - MOVIN'ON!～ほんの少しの勇気をもって～（2015年）
  - Love with Butterfly（2016年）

アニメ
- テレビまんが 昭和物語（2011年）

ゲーム
- ピヨタマ（2007年）

DVD
- Virtual Trip Liquid Crystal（2004年）

オリジナルビデオ
- 渚のマーメイド（2012年）
- デコトラ・ギャル麻里（2012年）
- デコトラ・ギャル奈美〜感動!夜露死苦編〜（2012年）
- エスパー☆マミコ（2012年）
- ヤンキー☆アイドル（2012年）
- ネオン蝶
  - 第三幕（2013年）
  - 第四幕（2013年）
- マッドムービー 遊園地残酷迷宮（2016年）
- 韓国に嫁いだ女（2016年）